# 帕克壩 (加利福尼亞州)
帕克壩（英語：Parker Dam）是位於美國加利福尼亞州聖貝納迪諾縣的一個非建制地區。該地的面積和人口皆未知。

## 地理
帕克壩的座標為34°17′14″N 114°08′35″W / 34.28722°N 114.14306°W，而該地的平均海拔高度為121米（即397英尺）。